# 추초 나바로
추초 나바로(Chucho Navarro, 본명은 José de Jesús Navarro Moreno, 1913년 1월 20일 ~ 1993년 12월 23일)는 멕시코의 남성 가수, 작사가 겸 기타리스트이다.

## 생애
1932년 멕시코에서 솔로 가수 첫 데뷔하였고 1944년 이후 미국에서 멕시코 시민권자의 신분으로써 트리오 로스 판초스의 일원으로 활동하였다.

## 같이 보기
- 레이 카니프
- 냇 킹 콜